# Orthotrichum graphiomitrium
Orthotrichum graphiomitrium är en bladmossart som beskrevs av C. Müller och Beckett 1893. Orthotrichum graphiomitrium ingår i släktet hättemossor, och familjen Orthotrichaceae. Inga underarter finns listade i Catalogue of Life.